# Paraplecta latiusmarginata
Paraplecta latiusmarginata är en kackerlacksart som först beskrevs av Karlis Princis 1963.  Paraplecta latiusmarginata ingår i släktet Paraplecta och familjen jättekackerlackor.
Artens utbredningsområde är Zimbabwe. Inga underarter finns listade i Catalogue of Life.